# Hraniční přechod Hodonín–Holíč
Hraniční přechod Hodonín – Holíč (slovensky Hraničný priechod Holíč – Hodonín) je bývalý silniční hraniční přechod na česko-slovenské státní hranici na hraničním úseku IX/8/8 - IX/9 (pův. č.) IX/9 (n. č.) mezi českým městem Hodonín (okres Hodonín, Jihomoravský kraj) a slovenským městem Holíč (okres Skalica, Trnavský kraj). Přechod leží v nadmořské výšce 160 m n. m. na silnici I/51; za hranicí pokračuje slovenská silnice I/51. Před zrušením byl určen pro pěší, cyklisty, motocykly, osobní automobily, autobusy a nákladní automobily.
Hraniční přechod byl zrušen při vstupu České republiky do Schengenského prostoru v roce 2007. V případě dočasného znovuzavedení ochrany vnitřních hranic je provoz na hraničním přechodu upraven Sdělením Ministerstva vnitra č. 395/2021 Sb.

## Další informace
K hraničnímu přechodu na mostě přes řeku Moravu vede hodonínská ulice Bratislavská. Západně od něj překračuje státní hranici železniční trať Hodonín – Holíč nad Moravou.